# Una breve vacanza
Pour plus de détails, voir Fiche technique et Distribution.
Una breve vacanza est un film de Vittorio De Sica, coproduit par l'Italie et l'Espagne et sorti en 1973.

## Synopsis
Un séjour en sanatorium permet à Clara de rompre avec l'univers harassant et monotone du travail en usine et avec les vicissitudes de la vie familiale. Elle découvre un autre monde fait de soins, de repos, d'attention, de musique et de lectures. Avec un autre patient, Luigi, une idylle sentimentale commence à se faire jour... Mais, ce n'est, hélas, qu'une parenthèse, de brèves vacances car, pour la jeune femme, l'heure de la guérison approche... 

## Fiche technique
- Titre du film : Una breve vacanza (Brèves vacances)
- Réalisation : Vittorio De Sica
- Scénario : Cesare Zavattini d'après un sujet de Rodolfo Sonego
- Photographie : Ennio Guarnieri - Couleurs, format 1,66 : 1
- Musique : Manuel De Sica
- Montage : Franco Arcalli
- Décors : Luigi Scaccianoce
- Costumes : Nadia Vitali
- Production : Marina Cigogna, Arthur Cohn, Verona Produzione, Azor Films
- Pays d'origine :  Italie/ Espagne
- Durée : 112 minutes
- Sortie en Italie : 14 août 1973

## Épisodiques diffusions enFrance
Le film n'a pas fait l'objet d'une diffusion commerciale en France. Toutefois, des projections cinéma ont lieu dans le cadre de rétrospectives consacrées à Vittorio De Sica :
- au cours du Festival Lumière 2012 les 16 et 18 octobre.
- à la cinémathèque de Bercy en Février 2020[1]

## Distribution
- Florinda Bolkan : Clara Mataro
- Renato Salvatori : Franco Mataro, son mari
- Daniel Quenaud : Luigi
- José Maria Prada : docteur Ciranni
- Teresa Gimpera : Gina
- Hugo Blanco : Marino
- Adriana Asti : Mlle Scanziani